# Swept Away (песня Дайаны Росс)
«Swept Away» (с англ. — «Была увлечена») — песня, записанная американской певицей Дайаной Росс для её одноимённого четырнадцатого студийного альбома. Авторами песни стали Дэрил Холл и Сара Аллен, Холл и Артур Бейкер также стали продюсерами.
В качестве второго сингла с альбома песня была выпущена 14 августа 1984 года. Песня возглавила танцевальный чарт Billboard и добралась до третьей строчки Hot Black Singles. Также песня вошла в двадцатку «горячей сотни» США и чарта Канады.
Музыкальное видео на песню было снято Домиником Орландо, это был первый клип певицы, взятый в ротацию MTV.

## Позиции в хит-парадах
Еженедельные чарты:
| Чарты (1984)                          | Высшая позиция |
| ------------------------------------- | -------------- |
| Бельгия/Фландрия (Ultratop 50)        | 28             |
| Канада (RPM Top Singles)              | 17             |
| Нидерланды (Single Top 100)           | 36             |
| Нидерланды (Dutch Top 40)             | 36             |
| Германия (Offizielle Top 100)         | 63             |
| США (Billboard Hot 100)               | 19             |
| США (Billboard Hot R&B/Hip-Hop Songs) | 3              |
| США (Billboard Dance Club Songs)      | 1              |

Годовые чарты:
| Чарт (1984)                       | Позиция |
| --------------------------------- | ------- |
| США (Billboard Top Dance Singles) | 21      |